# Sandra Bernal
Sandra Bernal (ur. 9 lipca 1999 we Wrocławiu) – polska strzelczyni, specjalizująca się w strzelaniu do rzutków (trap). Medalistka mistrzostw Europy juniorów.

## Życiorys
Pochodzi z Chrząstawy Wielkiej gdzie stawiała pierwsze kroki w rywalizacji sportowej - taekwondo olimpijskie. W latach 2010 do 2015 pod okiem trenera Adriana Iwanowskiego reprezentowała barwy LUKS Hansu Chrząstawa Wielka. W ostatnim roku kariery została powołana do kadry narodowej.
Strzelectwo sportowe trenuje w barwach Śląska Wrocław. W 2019 została wicemistrzynią Europy juniorów w konkurencji trap mix (z Remigiuszem Charkiewiczem). W tym samym roku wystąpiła także na igrzyskach europejskich, zajmując 11. miejsce w trapie indywidualnie.
Jej największymi indywidualnymi sukcesami seniorskim w trapie było zwycięstwo w zawodach Pucharu Świata w 2020 w Nikozji i drugie miejsce w zawodach Pucharu Świata w 2021 w Nowym Delhi.